# Юковские
Юковские — русский дворянский род.
Восходит к началу XVII века и записан в VI часть родословной книги Вологодской губернии.

## Описание герба
В золотом поле красная стена с золотыми швами, с тремя зубчатыми башнями и открытыми золотыми воротами. В них чёрная, наполовину открытая решётка.
Над щитом дворянский коронованный шлем. Нашлемник — пять золотых страусовых перьев, на них три красные с тремя зубцами башни с золотыми швами. Намёт красный с золотом. Герб Юковских внесён в Часть 17 Сборника дипломных гербов Российского Дворянства, невнесённых в Общий Гербовник, стр. 18.